# Enrique
Enrique – czwarty album hiszpańskiego wokalisty Enrique Iglesiasa. Został wydany w 1999 roku.
W Polsce nagrania uzyskały status dwukrotnej platynowej płyty.

## Lista utworów
1. „Rythm Divine”
2. „Be with You”
3. „I Have Always Loved You”
4. „Sad Eyes”
5. „I'm Your Man”
6. „Oyeme”
7. „Could I Have This Kiss Forever” (Whitney Houston & Enrique Iglesias)
8. „You're Me #1”
9. „Alabao”
10. „Bailamos”
11. „Ritmo Total” (hiszpańska wersja Rhytm Divine)
12. „Mas Es Amar” (hiszpańska wersja Sad Eyes)
13. „No Puedo Mas Sin Ti” (hiszpańska wersja I'm Your Man)
14. „Rhytm Divine” (Fernando Garibay Remix)

## Single
- „Bailamos”
- „Rhytm Divine”
- „Be with You”